# Isoenzima
Las isoenzimas o isozimas son enzimas que difieren en la secuencia de aminoácidos, pero que catalizan la misma reacción química. Estas enzimas suelen mostrar diferentes parámetros cinéticos (i.e. diferentes valores de KM), o propiedades de regulación diferentes. La existencia de las isoenzimas permite el ajuste del metabolismo para satisfacer las necesidades particulares de un determinado tejido o etapa del desarrollo. En bioquímica, las isoenzimas son isoformas (variantes estrechamente relacionadas) de las enzimas. En muchos casos, son codificadas por genes homólogos que han divergido con el tiempo. Aunque de forma estricta, las aloenzimas representan enzimas de diferentes alelos de un mismo gen y las isoenzimas representan enzimas de diferentes genes cuyos productos catalizan la misma reacción, los dos términos se suelen usar indistintamente.

## Introducción
En 1957 R. L. Hunter y Clement Markert describieron por primera vez a las isoenzimas, y las definieron como las diferentes variantes de la misma enzima que tienen idénticas funciones y están presentes en el mismo individuo. Esta definición abarca a las variantes de enzimas que son el producto de diferentes genes y por lo tanto representan diferentes loci (descritos como isoenzimas) y a las enzimas que son el producto de diferentes alelos de un mismo gen (descritos como aloenzimas). 
Las isoenzimas pueden ser el resultado de la duplicación de genes, pero también pueden derivarse de la poliploidía o de la  hibridación del ácido nucleico. En el tiempo evolutivo, si la función de la nueva variante sigue siendo idéntica a la original, entonces es probable que uno u otro se pierda con la acumulación de mutaciones, resultando en un pseudogén. Sin embargo, si las mutaciones no impiden el funcionamiento de la enzima pero modifican su función o su patrón de expresión génica, las dos variantes podrían ser favorecidas por la selección natural y se especializarían en diferentes funciones. Por ejemplo, puede que se expresen en diferentes etapas del desarrollo o en diferentes tejidos.
Las aloenzimas pueden ser el resultado de mutaciones puntuales o por mutaciones indel (inserción-deleción) que afectan a la secuencia de ADN que codifica el gen. Al igual que con cualquier otra nueva mutación, hay tres cosas que puede suceder a una nueva aloenzima:
1. Lo más probable es que el nuevo alelo sea no funcional, en cuyo caso probablemente resulte en baja aptitud y sea eliminado de la población por selección natural.
2. Por otra parte, si el residuo aminoacídico que se cambia es en una parte de la enzima relativamente poco importante, por ejemplo lejos del sitio activo, entonces la mutación puede que sea selectivamente neutra y quede sujeta a la deriva genética.
3. En raros casos, la mutación puede dar lugar a una enzima que sea más eficiente, o a una que pueda catalizar una reacción química ligeramente diferente, en cuyo caso la mutación puede causar un aumento de la aptitud, y ser favorecido por la selección natural.

## Ejemplo de isoenzima
Un ejemplo de una isoenzima es la glucoquinasa, una variante de hexoquinasa que no es inhibida por la glucosa-6-fosfato. Sus diferentes funciones de regulación y su menor afinidad por la glucosa (en comparación con otros hexoquinasas), le permiten tener diferentes funciones en las células de determinados órganos, como el control de la liberación de insulina por las células beta del páncreas, o la iniciación de la síntesis de glucógeno por las células del hígado. Ambos procesos deben ocurrir solamente cuando la glucosa es abundante, u ocurre algún problema.

## Distinguiendo isoenzimas
Isoenzimas (y aloenzimas) son variantes de la misma enzima. A menos que sean idénticas en cuanto a sus propiedades bioquímicas, por ejemplo, sus sustratos y cinética enzimática, pueden ser diferenciados por ensayos bioquímicos. Sin embargo, estas diferencias suelen ser sutiles (particularmente entre las aloenzimas que a menudo son variantes neutrales). Esta sutileza es de esperar, debido a que dos enzimas que difieran considerablemente en sus funciones no es probable que sean identificadas como  isoenzimas.
Mientras que las isoenzimas pueden ser casi idénticas en cuanto a su funcionamiento, pueden diferir en otros aspectos. En particular, las sustituciones de aminoácidos que cambian la carga eléctrica de la enzima (por ejemplo, la sustitución de ácido aspártico con ácido glutámico) son fáciles de identificar por electroforesis en gel, y esto constituye la base para el uso de las isoenzimas como marcadores moleculares.

## Isoenzimas y aloenzimas como marcadores moleculares
En genética de poblaciones es esencial un estudio de las causas y los efectos de la variación genética dentro y entre las poblaciones, y en el pasado han sido las isoenzimas los marcadores moleculares más ampliamente utilizados con este fin. A pesar de que ya han sido ampliamente superados por otros enfoques más informativos basados en el ADN (como la secuenciación directa del ADN, polimorfismos de un solo nucleótido y microsatélites), aún están entre los sistemas de marcadores más rápidos y más baratos de desarrollar, y son una excelente elección para proyectos que solo necesitan identificar bajos niveles de variación genética, e.g cuantificación de los sistemas de apareamiento.